# Torre Glòries
La Torre Glòries, també coneguda com a Torre Agbar, és un gratacel situat a la Plaça de les Glòries Catalanes de Barcelona, inclòs a l'Inventari del Patrimoni Arquitectònic de Catalunya. Forma part del districte 22@, igual que altres edificis propers com ara el Disseny Hub Barcelona, la seu de la Comissió Nacional dels Mercats i la Competència o la Torre Mediapro, i és el tercer edifici més alt de la ciutat, després de l'Hotel Arts i la Torre Mapfre.

## Història
Fou projectat per l'arquitecte francès Jean Nouvel i construït entre el 1999 i el 2005 com a seu de la companyia Aigües de Barcelona. Com a conseqüència de la seva forma inusual, que recorda a la 30 St Mary Axe de Londres (sovint anomenat «el cogombret»), obra de Norman Foster, l'edifici és conegut amb diversos sobrenoms, com «el supositori», «l'obús» i altres més escatològics. Nouvel la relaciona amb un guèiser que s'eleva a l'aire, en referència a la companyia d'Aigües de Barcelona, i també el vincula a referents locals com Gaudí i Montserrat.
La torre va servir com a escenari de les campanades de Cap d'any de Televisió de Catalunya de l'any 2006 i ho va continuar essent fins al 2009.
El 2013, va ser adquirida per l'empresa estatunidenca Emin Capital, amb la intenció de transformar-la en un hotel de luxe, sota la marca Grand Hyatt. El 2015, Aigües de Barcelona traslladà les seves oficines al polígon industrial de la Zona Franca, i l'any 2017, la moratòria hotelera que impulsà l'ajuntament de la ciutat impedí la seva transformació en un hotel,  de manera que es va mantenir el seu ús empresarial i va ser adquirida per Merlin Properties.
El maig del 2018, l'empresa CCC, associada al grup empresarial Facebook, anuncià que llogava vuit plantes de la torre Glòries per instal·lar-s'hi. El juny del mateix any, l'empresa tecnològica de comunicacions Oracle, ja present des de 2007 a Barcelona anuncià que llogava tres plantes de la torre.
El novembre del 2021 es va anunciar que s'habilitaria un mirador al capdamunt, que actuaria també com espai multidisplinar. Era previst que s'obrís al públic la primavera del 2022.

### Escalades
El 2016, l'escalador urbà Alain Robert va grimpar per l'exterior de la torre des del terra fins al cim. El 2019, els escaladors Leo Urban i Nico Mathieux també van fer-ho però en aquest cas sense cap tipus de corda ni protecció. El 27 d'agost del 2020, Leo Urban va repetir la pujada una altra vegada en solitari sense cordes, casc ni sabates.

## Descripció
Té una alçada de 142 m, repartits en 35 plantes amb quatre de soterrades, i està format per una doble estructura portant de formigó armat, dos cilindres de planta oval: el nucli intern, que allotja les instal·lacions, escales i ascensors, i l'extern, per a aconseguir unes plantes diàfanes. Aquest darrer es corba al pis 26, quan el formigó deixa lloc a una cúpula de vidre i les últimes plantes estan suspeses en voladís.
La façana està formada per una part exterior de formigó armat revestit de plaques de vidre, que defineix una mena de retícula acolorida, i una interior amb lamel·les de vidre més o menys translúcides, que difuminen l'efecte diürn del conjunt, variable segons l'hora del dia i l'època de l'any, i a una certa distància de la primera per a facilitar el manteniment de l'edifici, alhora que permet obtenir més llum natural i més control tèrmic. La il·luminació nocturna és de gran vistositat, amb 4.000 llums LED, capaços de crear infinites combinacions cromàtiques a partir del fenomen de la difracció.
L'edifici, usat com a oficines, instal·lacions tècniques i serveis, inclou també un auditori.